# District de Borodulikha
Le district de Borodulikha (en kazakh : Бородулиха ауданы) est un district de l'oblys d'Abay (intégré avant 2022 au Kazakhstan-Oriental) au Kazakhstan.

## Géographie
Le centre administratif du district est Borodulikha.

## Démographie
Le district a une population estimée de 7 200 habitants en 2013.